# فرودگاه جاکوویسا
فرودگاه جاکوویسا (به انگلیسی: Đakovica Airport) (به زبان بومی: Aerodrom Đakovica AMIKO) یک فرودگاه نظامی است که یک باند فرود آسفالت دارد و طول باند آن ۲۰۰۰ متر است. این فرودگاه در کشور کوزوو قرار دارد و در ارتفاع ۴۱۸ متری از سطح دریا واقع شده‌است.